# Fuerza y Corazón por México
Fuerza y Corazón por México, inicialment anomenada Frente Amplio por México, és la unió formada pels partits polítics mexicans Partit Acció Nacional (PA), Partit Revolucionari Institucional (PRI) i el Partit de la Revolució Democràtica (PRD), construïda amb la finalitat d'aconseguir objectius polítics i socials compartits d'índole no electoral, mitjançant accions i estratègies específiques i comunes, tal com l'assenyala l'article 85 de la Llei General de Partits Polítics

## Antecedents
Va per Mèxic va ser una coalició electoral mexicana formada pel Partit Acció Nacional (PAN), el Partit Revolucionari Institucional (PRI) i el Partit de la Revolució Democràtica (PRD) que va competir en les eleccions de Mèxic de 2021 i a les estatals de 2022 i 2023.

## Història
El dilluns 26 de juny del 2023, en conferència de premsa, els dirigents dels partits Partit Acció Nacional (PAN), el Partit Revolucionari Institucional (PRI) i el Partit de la Revolució Democràtica (PRD) van donar a conèixer la creació del front, que rellevava a Va per Mèxic.
El diumenge 9 de juliol van formalitzar el bloc polític davant l'Institut Nacional Electoral de Mèxic. El 31 d'agost de 2023 el Front Ampli va designar Xóchitl Gálvez, del PAN com la seva candidata a Presidenta a les eleccions federals de 2024 després de la renúncia de Beatriz Paredes, l'aspirant del PRI. En novembre, la coalició va canviar el nom per Fuerza y Corazón por México.
Claudia Sheinbaum, de l'aliança opositora Fuerza y Corazón por México va guanyar les eleccions presidencials de 2024 amb el 57,9% dels vots, convertint-se en la primera dona en ocupar el càrrec a Mèxic, imposant-se a Xóchitl Gálvez que va obtenir un 29% dels sufragis, i de Jorge Álvarez Máynez, el candidat de Moviment Ciutadà, que va rebre un 10,5% dels vots.